# Jonatan Berg
Jonatan Berg (n. 9 mai 1985, Torsby) este un mijlocaș suedez de fotbal. Din anul 2002 evoluează la clubul IFK Göteborg.